# Go the Fuck to Sleep
«Go the Fuck to Sleep» (рус. «Спи уже, блядь») — это книга, написанная американским автором Адамом Мансбахом и иллюстированная Рикардо Кортесом. Позиционируемая как «детская книга для взрослых», «Go the Fuck to Sleep» достигла первого места в списке бестселлеров Amazon ещё за месяц до выхода, благодаря случайной вирусной рекламе.

## Содержание

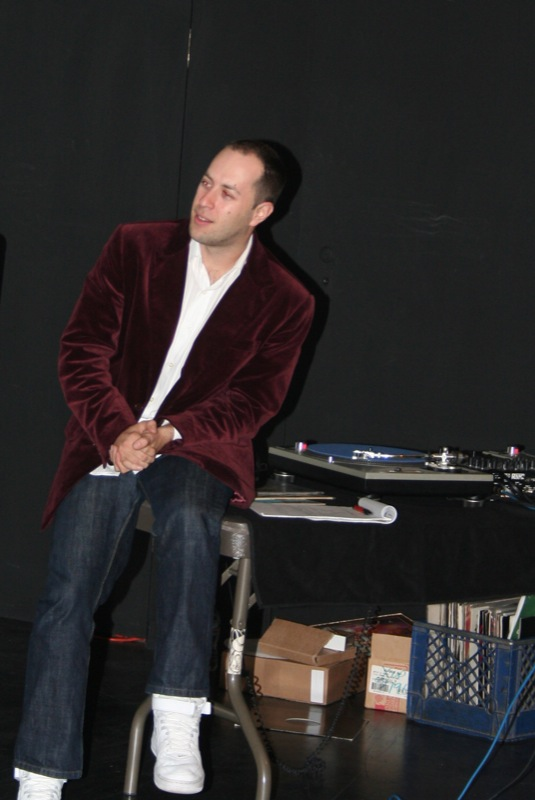
Адам Мэншбах, автор Go the Fuck to Sleep, 2007 год

"Go the Fuck to Sleep" написана в классическом стиле сказок на ночь детям, но включает комментарий автора, описывающий различные уловки, которыми его дочь старалась оттянуть момент отхода ко сну. В этих стихах рассказывается о том, что животные уже легли спать и «ты тоже, пожалуйста, засыпай, мать твою». К окончанию чтец ненадолго засыпает сам. Проснувшись, он обнаруживает, что дочь заснула, и тихо идёт в спальню, однако сигнал микроволновой печи будит его дочь снова.

## История создания
Мансбах однажды иронически пожаловался друзьям на то, как сложно уложить спать его дочь, упомянув, что скоро напишет книгу «Спи уже, блядь». Его друзья, однако, начали просить его написать книгу на самом деле, и он написал к ней настоящий текст, проиллюстрированный его другом Рикардо Кортесом. Издательство Akashic Books заинтересовалось его рукописью и опубликовало книгу.
Незадолго до выхода книги PDF-файл с её текстом начал по ошибке распространяться в интернете; это вызвало лавинообразный рост интереса к книге, так что Akashic Books пришлось допечатать тираж. На обложке слово fuck закрыто луной, однако в тексте оно не зацензурено.
Аудиоверсию книги записал Сэмюэл Джексон.

## Продолжение
Мансбах выпустил книгу сказок, напоминающую по тону Go the Fuck to Sleep, но со смягчёнными формулировками Seriously, Just Go To Sleep (рус. «Серьёзно, просто иди спать»).
Сиквел под названием «You Have to Fucking Eat» (рус. «Ешь уже, блядь») анонсирован в сентябре 2014 и опубликован в ноябре того же года. Иллюстратором выступил Оуэн Брозман. В 2019 году вышло ещё одно продолжение, посвящённое рождению второго ребёнка: Fuck, Now There Are Two of You (рус. «Блядь, теперь вас двое»).